# (5465) Chumakov
(5465) Chumakov est un astéroïde de la ceinture principale.

## Description
(5465) Chumakov est un astéroïde de la ceinture principale. Il fut découvert le 9 septembre 1986 à Naoutchnyï par Lioudmila Karatchkina. Il présente une orbite caractérisée par un demi-grand axe de 2,92 UA, une excentricité de 0,07 et une inclinaison de 3,2° par rapport à l'écliptique.

## Compléments